# Huangshi (socken i Kina, Hunan)
Huangshi (kinesiska: 黄市, 黄市乡) är en socken i Kina. Den ligger i provinsen Hunan, i den södra delen av landet, omkring 78 kilometer norr om provinshuvudstaden Changsha. Antalet invånare är 14485. Befolkningen består av 6 970 kvinnor och 7 515 män. Barn under 15 år utgör 18,0 %, vuxna 15-64 år 72 %, och äldre över 65 år 9,0 %.
Genomsnittlig årsnederbörd är 1 879 millimeter. Den regnigaste månaden är maj, med i genomsnitt 312 mm nederbörd, och den torraste är oktober, med 57 mm nederbörd.